# Europa Cup (mannenhandbal) 1967/68
De European Champions Cup 1967/68 was de negende editie van de hoogste handbalcompetitie voor clubs in Europa. Het Roemenië Steaua București won voor de eerste keer de European Champions Cup.

## Deelnemers
| Tweede ronde       | Tweede ronde          | Tweede ronde    | Tweede ronde   |
| ------------------ | --------------------- | --------------- | -------------- |
| Steaua București   | VfL Gummersbach       | Sporting CP     | Dukla Praag    |
| UK-51 Helsinki     | HB Dudelange          | SMUC            | Rapid Wien     |
| Fredensborg IL     | Hapoël Petah Tikva    |                 |                |
| Eerste ronde       |                       |                 |                |
| VIF Dimitrov Sofia | SC Dynamo Oost-Berlin | HG Kopenhagen   | ESCA           |
| BM Granollers      | Progrès HC Seraing    | Śląsk Wrocław   | ATV Bazel      |
| Fram Reykjavik     | Partizan Bjelovar     | Budapest Honvéd | Vikingarnas IF |

## Voorronde

### Eerste ronde
| Team 1                | Score   | Team 2             | 1       | 2       |
| --------------------- | ------- | ------------------ | ------- | ------- |
| SC Dynamo Oost-Berlin | 49 – 46 | HG Kopenhagen      | 29 – 22 | 20 – 24 |
| VIF Dimitrov Sofia    | 22 – 16 | ESCA               | 15 – 07 | 07 – 09 |
| BM Granollers         | 58 – 31 | Progrès HC Seraing | 34 – 19 | 24 – 12 |
| Śląsk Wrocław         | 45 – 32 | ATV Bazel          | 20 – 07 | 25 – 25 |
| Fram Reykjavik        | 25 – 40 | Partizan Bjelovar  | 16 – 16 | 09 – 24 |
| Budapest Honvéd       | 54 – 36 | Vikingarnas IF     | 34 – 18 | 20 – 18 |

### Tweede ronde
| Team 1          | Score   | Team 2                | 1       | 2       |
| --------------- | ------- | --------------------- | ------- | ------- |
| HB Dudelange    | 24 – 66 | Steaua București      | 10 – 29 | 14 – 37 |
| VfL Gummersbach | 37 – 21 | SMUC Marseille        | 18 – 08 | 19 – 13 |
| Rapid Wien      | 22 – 67 | SC Dynamo Oost-Berlin | 11 – 30 | 11 – 37 |
| UK-51 Helsinki  | 44 – 33 | VIF Dimitrov Sofia    | 29 – 15 | 15 – 18 |
| BM Granollers   | 42 – 36 | Sporting CP           | 26 – 16 | 16 – 20 |
| Śląsk Wrocław   | 30 – 56 | Partizan Bjelovar     | 16 – 24 | 14 – 32 |
| Fredensborg IL  | 38 – 25 | Hapoël Petah Tikva    | 17 – 16 | 21 – 09 |
| Budapest Honvéd | 34 – 43 | Dukla Praag           | 22 – 18 | 12 – 25 |

## Hoofdronde

### Kwartfinale
| Team 1                | Score   | Team 2          | 1       | 2       |
| --------------------- | ------- | --------------- | ------- | ------- |
| SC Dynamo Oost-Berlin | 59 – 39 | UK-51 Helsinki  | 29 – 17 | 30 – 22 |
| Steaua București      | 29 – 22 | VfL Gummersbach | 15 – 09 | 14 – 13 |
| Fredensborg IL        | 29 – 45 | Dukla Praag     | 19 – 21 | 10 – 24 |
| Partizan Bjelovar     | 60 – 29 | BM Granollers   | 36 – 13 | 24 – 16 |

### Halve finale
| Team 1                | Score   | Team 2            | 1       | 2       |
| --------------------- | ------- | ----------------- | ------- | ------- |
| SC Dynamo Oost-Berlin | 28 – 31 | Steaua București  | 16 – 15 | 12 – 16 |
| Dukla Praag           | 34 – 33 | Partizan Bjelovar | 25 – 16 | 9 – 17  |

### Finale
| Datum        | Team 1                | Score   | Team 2           | Locatie                      |
| ------------ | --------------------- | ------- | ---------------- | ---------------------------- |
| 6 april 1968 | SC Dynamo Oost-Berlin | 28 – 31 | Steaua București | Frankfurt am Main, Duitsland |

|                            |
|                            |
| Steaua București 2de titel |